# Конференция европейских церквей
Конференция европейских церквей — экуменическая организация, объединяющая большинство христианских церквей Европы: протестантские, православные и старокатолические.
Основана в 1959 году. В 2005 году насчитывала 125 членов (Церквей).

## Цели и задачи
Конференция была образована с целью способствовать примирению народов разделенной после Второй мировой войны Европы.
Заявленные цели Конференции:
- сближение Церквей в их стремлении к единству,
- помощь Церквам разных конфессий в достижении взаимопонимания, несмотря на исторические, географические, языковые и экономические барьеры.

Конференция стремится к установлению взаимного уважения и сотрудничества в духе экуменизма и способствует христианскому свидетельству среди народов Европы.
Конференция выступает за мир, справедливость и примирение.

## Члены
- Албанская православная церковь;
- Армянская апостольская церковь;
- Евангелическая церковь Аугсбургского исповедания Австрии;
- Евангелическая церковь Гельветического исповедания Австрии;
- Старокатолическая церковь Австрии;
- Объединённая методистская церковь;
- Объединённая протестантская церковь Бельгии;
- Пятидесятническая ассамблея Болгарии;
- Союз евангелических баптистских церквей Болгарии;
- Баптистский союз Хорватии
- Хорватская церковь Бога
- Евангелическая церковь Республики Хорватия
- Евангелическая пятидесятническая церковь Хорватии
- Христианско-реформатская (кальвинистская) церковь Хорватии
- Церковь Кипра
- Чехословацкая гуситская церковь
- Евангелическая церковь чешских братьев
- Старокатолическая церковь Чешской Республики
- Православная церковь Чешских земель и Словакии
- Силезская евангелическая церковь аугсбургского исповедания
- Датская народная церковь
- Баптистский союз Дании
- Эстонская евангелическо-лютеранская церковь
- Эстонская православная церковь
- Евангелическо-лютеранская церковь Финляндии
- Финская православная церковь
- Федерация евангелических баптистских церквей Франции
- Малагасийская протестантская церковь Франции
- Союз протестантских церквей Эльзаса и Лотарингии
- Объединённая протестантская церковь Франции
- Евангелическая баптистская церковь Грузии
- Старокатолическая церковь Германии
- Евангелическая церковь Германии
- Союз евангелических свободных церквей Германии
- Элладская православная церковь
- Евангелическая церковь Греции
- Баптистский союз Венгрии
- Евангелическо-лютеранская церковь Венгрии
- Венгерская реформатская церковь
- Исландская народная церковь
- Церковь Ирландии
- Методистская церковь Ирландии
- Пресвитерианская церковь Ирландии
- Армия спасения
- Христианский евангелический союз Италии
- Евангелическо-лютеранская церковь Италии
- Евангелическо-методистская церковь Италии
- Вальденсская церковь Италии
- Евангелическо-лютеранская церковь Латвии
- Латвийская евангелическо-лютеранская церковь заграницей
- Евангелическая церковь Княжества Лихтенштейн
- Евангелическо-лютеранская церковь Литвы
- Протестантская церковь Люксембурга
- Протестантская церковь Нидерландов
- Старокатолическая церковь Нидерландов
- Меннонитская церковь Нидерландов
- Ремонстрантская церковь
- Церковь Норвегии
- Евангелическо-аугсбургская церковь Польши
- Евангелическо-реформатская церковь Польши
- Баптистский союз Польши
- Старокатолическая мариавитская церковь Польши
- Польская православная церковь
- Польская старокатолическая церковь
- Евангелическо-методистская церковь Португалии
- Евангелическо-пресвитерианская церковь Португалии
- Лузитанская католическая апостольская евангелическая церковь
- Евангелическая церковь аугсбургского исповедания Румынии
- Евангелическо-лютеранская церковь Румынии
- Реформатская церковь Румынии
- Румынская православная церковь
- Трансильванская реформатская церковь
- Русская православная церковь
- Евангелическо-лютеранская церковь Ингрии
- Союз евангелических христиан-баптистов России
- Сербская православная церковь
- Реформатская христианская церковь Сербии
- Словацкая евангелическая церковь аугсбургского исповедания Сербии
- Евангелическая церковь аугсбургского исповедания Словакии
- Реформатская христианская церковь Словакии
- Евангелическая церковь аугсбургского исповедания Республики Словения
- Испанская евангелическая церковь
- Испанская реформированная епископальная церковь
- Церковь Швеции
- Объединённая церковь Швеции
- Старокатолическая церковь Швейцарии
- Евангелическо-реформатская церковь Швейцарии
- Закарпатская реформатская церковь
- Православная церковь Украины
- Церковь Англии
- Шотландская епископальная церковь
- Церковь Шотландии
- Церковь Уэльса
- Методистская церковь Британии
- Методистская церковь Ирландии
- Пресвитерианская церковь Уэльса
- Объединённая реформатская церковь
- Армия спасения Соединённого Королевства и Ирландии
- Совет африканских и афро-карибских церквей
- Конгрегационалистская федерация
- Союз евангелическо-лютеранских церквей России и других государств
- Моравская церковь
- Константинопольская православная церковь[1]

## Руководство
Ассамблея — высший орган Конференции. Созывается один раз в пять-шесть лет. Проводится в различных городах Европы:
1. 1959 — Нюборг, Дания.
2. 1960 — Нюборг, Дания.
3. 1962 — Нюборг, Дания.
4. 1964 — на борту датского корабля «Борнхольм».
5. 1967 — Пёрчах-ам-Вёртер-Зе, Австрия.
6. 1971 — Нюборг, Дания.
7. 1974 — Энгельберг, Швейцария
8. 1979 — Ханья, Крит, Греция
9. 1986 — Стерлинг (Шотландия)
10. 1992 — Прага, Чехия
11. 1997 — Грац, Австрия
12. 2003 — Тронхейм, Норвегия
13. 2009 — Лион, Франция: Called to One Hope in Christ
14. 2013 — Будапешт, Венгрия

Центральный комитет — избирается ассамблеей, собирается один раз в год. ЦК избирает президиум и президента.
Президиум — избирается Центральным комитетом, собирается два раза в год.
Президент — православный митрополит Галльский Эммануил (Адамакис) (Константинопольский Патриархат); избран 16 декабря 2009 года.
Генеральный секретарь — англиканский священник Колин Уильямс.
Штаб-квартиры Конференции располагаются в Женеве, Брюсселе и Страсбурге.

## РПЦ и КЕЦ
В создании КЕЦ активное участие принимала Русская Православная Церковь. 
Патриарх Московский и всея Руси (1990—2008) Алексий II, будучи митрополитом, c 1964 года был одним из президентов (членов президиума) КЕЦ; на последующих генеральных ассамблеях переизбирался президентом; 26 марта 1987 был избран Председателем Президиума и Совещательного комитета КЕЦ.
11 октября 2008 года Русская православная церковь объявила о приостановке своего участия в КЕЦ; Отдел внешних церковных связей объяснял, что причиной приостановки участия РПЦ в КЕЦ стало «необоснованное, противоречащее Конституции и правилам КЕЦ нежелание рассматривать заявку на членство в ней Эстонской православной церкви, являющейся самоуправляемой Церковью в составе Московского Патриархата». Руководство РПЦ расценило отказ в приёме ЭПЦ как «грубое нарушение» президентом и генеральным секретарём КЕЦ обещаний, данных ими в ходе состоявшейся 30 сентября 2008 года их встречи с Патриархом Московским и всея Руси Алексием II, «на которой были согласованы детали приёма Эстонской Православной Церкви в члены КЕЦ», причины чего Патриархия усматривала в «политических тенденциях».